# Studionki
Studionki (ros. Студёнки) – wieś (sieło) w Rosji, w obwodzie lipieckim, w rejonie usmańskim. W 2010 liczyła 410 mieszkańców.